# Wauzeka (thị trấn), Wisconsin
Wauzeka là một thị trấn thuộc quận Crawford, tiểu bang Wisconsin, Hoa Kỳ. Năm 2010, dân số của thị trấn này là 415 người.